# Boroughbridge
Boroughbridge est une ville du Royaume-Uni dans le Yorkshire du Nord sur l'Ure, à 25 kilomètres au nord-ouest de York. La population comptait 4 361 habitants en 2021.

## Histoire
En 1322, le comte Thomas de Lancastre y est vaincu par des troupes fidèles au roi Édouard II d'Angleterre.